# Ludwig von Winckelmann
Johann Heinrich Ludwig von Winckelmann, Edler auf Urmitz, Familienname auch in den Schreibweisen von Winkelmann oder von Winckellmann (* um 1736; † 26. Januar 1805 in Regensburg), war ein deutschsprachiger Diplomat, Historiker und Kunstschriftsteller.

## Leben

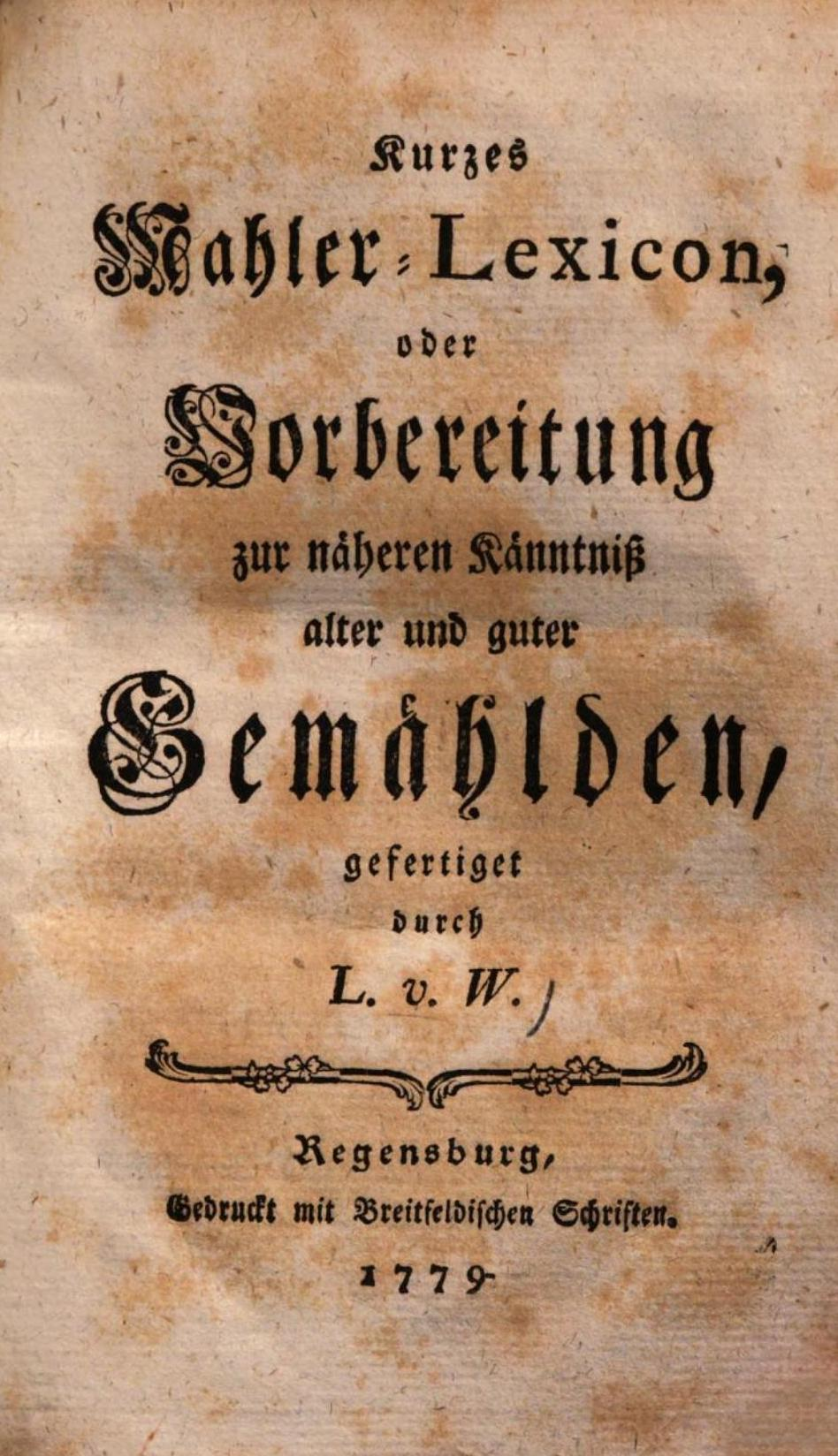
Kurzes Mahler-Lexicon (1779), Titelblatt

Winckelmanns späterer Namenszusatz „Edler auf Uermitz“ lässt vermuten, dass er aus dem kurtrierischen Urmitz stammen könnte. Spätestens seit 1774 trat er durch diverse Schriften hervor, insbesondere seit 1779 durch ein in der Folge mehrfach neu aufgelegtes „Malerhandbuch“ bzw. „Mahler-Lexikon zur nähern Kenntniß alter und neuer guter Gemählde“, eines der ersten Künstlerlexika im deutschen Sprachraum, das nach seinem Tod von Joseph Heller fortgeführt wurde. Auch publizierte er über deutsche Kaiser- und Reichsgeschichte.
Auf dem Regensburger Reichstag wurde Winckelmann ab 1760 als kurtrierischer Hofrat und Legationssekretär des kurtrierischen Gesandten Philipp Wilhelm Albrecht von Linker zu Lützenwick (1710–1779) geführt. Ab 1775 vertrat er dort die Reichsstädte Köln und Aachen als Komitialgesandter im Reichsstädtekollegium, später außerdem noch Rottweil, Überlingen, Buchhorn und Ravensburg. Zwischen 1775 und 1779 wurde er mit dem Titel Edler nobilitiert, seit 1787 war er Ritter vom Goldenen Sporn. Diplomatisch aktiv blieb er bis in die Zeit des Rastatter Kongresses.
Als im Verlauf des Ersten Koalitionskriegs Frankreich das linke Rheinufer besetzte und annektierte, verlor er Aufgaben und Einkünfte aus Köln und Aachen. Auch weitere Geschäfte, die er für Territorien des linken Rheinufers sowie im Auftrag von Alexandre-Marie-Léonor de Saint-Mauris de Montbarrey für Reichsstädte im Elsass und in Lothringen versehen hatte, gingen ihm bis 1801 verloren. Seine Proteste bei der französischen Regierung, bei Präfekten und Maires blieben erfolglos. Der französische Geschäftsträger Théobald Bacher erklärte ihm, dass die französische Regierung sich seiner nicht annehmen würde. Durch den Reichsdeputationshauptschluss büßte Ludwig von Winckelmann bis auf eine kleine, vom Kurfürsten von Württemberg für die Mediatisierung Rottweils zu tragende Pension weitere Einkommensquellen ein, so dass er sich im November 1803 veranlasst sah, eine Bittschrift an den Reichstag zu richten.
Vermählt war Ludwig von Winckelmann mit Katharina Gemeiner (* 27. September 1747 in Regensburg; † 5. Dezember 1805 in Halle an der Saale), der Witwe von Johann Christian von Mauntz (1745–1769), die vermutlich eine Schwester des Regensburger Archivars, Historikers und Komitialgesandten Carl Theodor Gemeiner war. Er starb Ende Januar 1805 in Regensburg im Alter von 69 Jahren an „Steckfluß“.

## Schriften (Auswahl)
- Kurzes Mahler-Lexicon, oder Vorbereitung zur näheren Känntniß alter und guter Gemählden. Regensburg 1779 (Google Books).
- Versuch über die Frage: ob die Juden zu einer Reichsschlußmäßigen Toleranz unter gewissen Bedingnissen gelangen könnten. Regensburg 1780 (Google Books).
- Auszug der Hauptsachen, welche sich zwischen dem kur- und fürstl. und dem reichsstädtischen Collegio in älteren, mittleren und neueren Zeiten ergeben haben. 1780.
- Bedenken über drey Hauptfragen: Bey Gelegenheit, dass man so viel vom Umtausch des Bayerlandes spricht. 1. Wer kann ein König werden? Und wer macht die Könige? 2. Kann das Haus Pfalzbayern die königl. Würde erhalten auf den jetzigen Besitz seiner mächtigen Staaten, die vorher zwey Kurfürstenthümer ausgemacht? 3. Kann auf die spanische Niederlande ein Königreich radicirt werden mit Vorbehalt des Verbandes mit dem teutschen Reich? 1786 (Google Books).
- Abdruck meiner Selecten 1 und 2ter Heft, oder Miscellanen von verschiedenen Materien aus mancherley Rechten, Sitten, Gewohnheiten, Ceremonien, Staats- Kriegs- Friedens- und Comitialbegebenheiten der ältesten, alten und neuen Zeiten, so wie sie in Büchern oder sonstigen gedruckten Nachrichten zu finden sind, desgleichen vom Kameralfach und Mercantilwesen. Landshut 1786.
- Warum verzögert sich so lange hinaus die streitige Sigillationsmaterie in dem reichstädtischen Collegio? Regensburg 1790 (Google Books).
- Ludwig von Winckelmanns Edlen auf Uermitz, neues Mahlerlexikon zur nähern Kenntniss alter und neuer guter Gemählde. Conrad Heinrich Stage, Augsburg 1796.